# Bauer Gear Motor

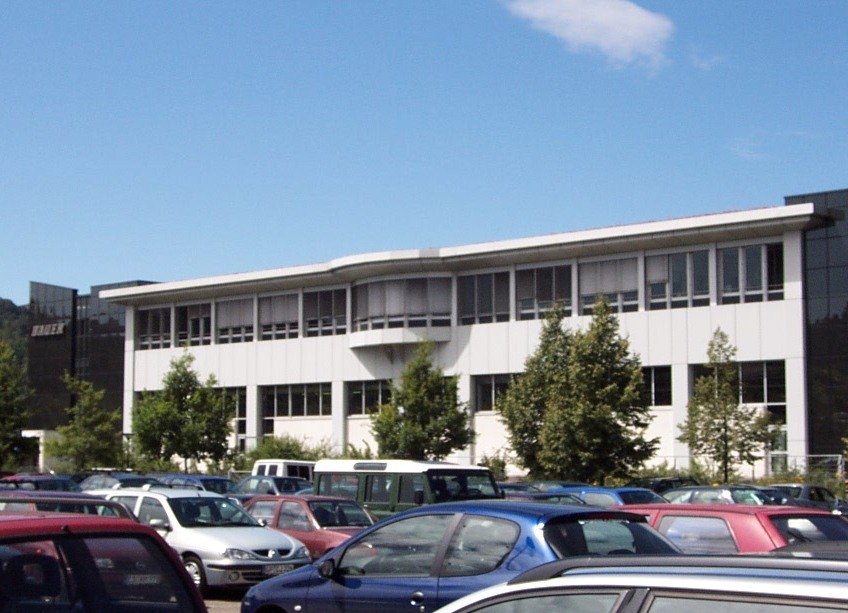
Bauer Gear Motor GmbH Firmengebäude

Das Unternehmen Bauer Gear Motor entstand 2011 durch die Übernahme des 1999 durch den Zusammenschluss der Getriebe-Motorenwerke Eberhard Bauer mit dem dänischen Konzern Danfoss entstandene Danfoss Bauer durch Altra Holdings.

## Geschichte
1927 gründete Wilhelm Bauer in Esslingen am Neckar eine Elektromotorenfabrik. Er entwickelte den Getriebemotor, die Verbindung eines schnell drehenden Elektromotors mit einem Getriebe. Bis dahin musste für Antriebe mit langsamer Drehgeschwindigkeit mit Untersetzungen gearbeitet werden.
1936 wurde der Betrieb von Eberhard Bauer, dem Sohn des Firmengründers, übernommen. Nach dem Zweiten Weltkrieg erlebte die Firma einen rasanten Aufschwung. 1947 wurde das erste von später insgesamt 21 Außenbüros eröffnet. Drei Jahre später zog das Unternehmen nach Pliensauvorstadt, am Stadtrand von Esslingen. Einher ging die Umstellung zur Serienfertigung. Bauer expandierte ab Ende der 1950er Jahre auch im Ausland, es wurden bis 1987 insgesamt 11 Tochterunternehmen gegründet.
1962 erwarb Bauer eine Kleinmotorenfabrik in München, welche 1971 in ein Gewerbegebiet in Unterschleißheim verlegt wurde. Bedingt durch den Kostendruck der Mitbewerber wurden ab Anfang der 1970er Teile der Montage ins Ausland verlegt. Nach dem Tod von Eberhard Bauer 1984 übernahm der Enkel des Firmengründers die Firmenleitung.
1999 schloss sich das Unternehmen mit dem dänischen Konzern Danfoss zusammen und erhielt dadurch den neuen Namen Danfoss Bauer. Das Unternehmen ist im Bereich Getriebemotoren eines der international führenden Unternehmen. Neben dem Stammsitz in Esslingen unterhält Danfoss Bauer Fertigungsstätten in Unterschleißheim bei München und in Zlaté Moravce, Slowakei; insgesamt sind rund 1000 Mitarbeiter beschäftigt.
Im April 2009 kündigte die Unternehmensleitung die Schließung des Werks in Unterschleißheim mit 135 Mitarbeitern an, da die Aufträge um über 40 Prozent zurückgegangen seien. Die Produktion wurde Ende 2009 in das slowakische Werk verlagert. Die Firmengebäude wurden 2011 abgerissen. Im Mai 2011 gab Danfoss in einer Pressemitteilung bekannt, dass Danfoss Bauer von Altra Holdings übernommen wurde. Danfoss Bauer firmiert nun unter dem neuen Namen Bauer Gear Motor.
Mithilfe von Altra wurde das Werk in Esslingen vom Juli 2014 bis zum Mai 2015 umgebaut. Es wurde ein komplett neues zweistöckiges Bürogebäude errichtet sowie die im Jahre 2000 erbaute Produktionshalle um die gleiche Größe erweitert und dadurch die Produktionsfläche verdoppelt. Am 5. Mai 2015 wurde die feierliche Eröffnung gefeiert.
Im März 2023 gaben Altra Industrial Motion Corp und Regal Rexnord Corporation per Pressemitteilung gemeinsam bekannt, dass alle erforderlichen behördlichen Genehmigungen erhalten haben um die Übernahme aller ausgegebenen und ausstehenden Stammaktien abzuschließen, wobei eine hundertprozentige Tochtergesellschaft von Regal Rexnord mit Altra verschmolzen wird und Altra die Fusion als hundertprozentige Tochtergesellschaft von Regal Rexnord überlebt. Bauer Gear Motor wird Teil der Regal Rexnord Corporation.